# Angraecum pyriforme
Angraecum pyriforme är en orkidéart som beskrevs av Victor Samuel Summerhayes. Angraecum pyriforme ingår i släktet Angraecum och familjen orkidéer. IUCN kategoriserar arten globalt som sårbar. Inga underarter finns listade i Catalogue of Life.